# Активная продажа
Активная продажа — реализация товара или услуги продавцом путём поиска клиента, выявления его потребностей, презентации товара и оформления сделки. Занимается этим обычно менеджер по продажам.
Разница между пассивной и активной продажами, по действиям, осуществляемым продавцом, отражена в таблице ниже:
|                        | Активная продажа | Пассивная продажа |
| ---------------------- | ---------------- | ----------------- |
| Поиск клиента          | Очень активно    | Не производится   |
| Выявление потребностей | Очень активно    | Не всегда         |
| Влияние на выбор       | Очень активно    | Не всегда         |
| Торг о цене            | Да               | Да                |
| Отпуск товара          | Да               | Да                |

С точки зрения микро-экономики предприятия, активная продажа является самым эффективным инструментом привлечения клиента и увеличения сбыта. Активные продажи могут применяться для продвижения любых товаров и услуг, но наиболее эффективны при продаже товаров и услуг на сумму, превышающую «границу больших продаж». В книге Нила Рекхема «Стратегия работы с клиентами в больших продажах» эта граница определяется как 100 долларов США (уровень цен 80-х годов).
Приоритетное применение активных продаж в продвижении более дорогостоящих товаров и услуг связано с высокими трудозатратами для организации активной продажи в расчете на одну трансакцию. Продвижение дешевых товаров и услуг методом активных продаж — нерентабельно. Исключение составляют две модели:
1. Продажа дешевых товаров и услуг на постоянной основе, когда осуществляется не просто продажа, а устанавливается долгосрочный контакт с клиентом, формируется канал сбыта и через этот канал в течение календарного года поставляется продукция или услуги на сумму, превышающую «границу больших продаж». Активно применяется в сфере «многоуровневого маркетинга».
2. Одноразовые продажи, осуществляемые однако по существенно завышенной, по отношению к рыночной, цене. Продажи со сверхприбылью могут осуществляться на сумму меньшую, чем «граница больших продаж», однако с высоким процентом добавочной стоимости (от 300 до 1900 %) могут окупать трудозатраты на активную продажу. Применяется в коммивояжерской и уличной торговле.

Так же важно различать активные продажи товаров и продажи услуг. Последние имеют ряд особенностей, связанных с тем, что услуги обычно «неосязаемы», их качество может быть «несохранно», т.е. отличаться в разные периоды времени.